# Історія освоєння мінеральних ресурсів Ірану

Історія освоєння мінеральних ресурсів Ірану
Використання каменю (знаряддя праці, а також давні пам'ятники в районах Бахтаран — Хорремабад) почалося в палеоліті. 

## Давня історія
У VII тис. до н. е. для будівництва жител і виробництва керамічного посуду застосовувалися глини. В цей же час з'являються мідні прикраси (найдавніша знахідка в поселенні Алі-Кош, Хузестан), вироби з бірюзи та сердоліку. Бітум використовують з V тис. до н. е.
У V–IIV тис. до н. е. на північному заході й у центральній частині Персії існували металургійні центри. Родовища міді, арсену та нікелю розробляли в районах Сіалка й Тали-Ібліса. Виплавка бронзи починається в III–II тис. до н. е. У I тис. до н. е. розвивається виплавка заліза (родовища в Семнані, Деште-Кевірі), розробляються поклади золота та срібла. Є дані про збір нафти з поверхні відкритих водойм.
Відомості про розвиток гірничої справи в середньовіччі з'являються у X ст. Родовища корисних копалин в той час належали державі й розроблялися артілями старателів, або відкупщиками. Видобували золото та срібло (Хорасан, Керман, Фарс), мармур (Хорасан), бірюзу (Нішапур), руди міді (Себзевар, Керман), заліза (Курдистан, Мазендеран), олова й свинцю (Йезд, Керман). В середині XVIII ст. в Амолі був заснований завод з виплавки заліза.

## XIX ст.
З початку XIX ст. в районі Шемшека відкритим способом видобувається кам'яне вугілля. В середині XIX ст. видобувалися мідні та залізні руди, сіль, сірка (експортувалася в Європу), крейда, мармур, бірюза, вохра, розроблялись родовища свинцевих руд з високим вмістом срібла, видобувалися кобальт, арсен, марганець. Однак через значні витрати на транспортування та недосконалість технологій розробка родовищ була нерентабельна, залізо та Мідь ввозили з Російської Імперії.

## ХХ-XXI ст
Нафтова промисловість
Нафтова промисловість виникла в країні на початку XX ст. Англійський підданий Вільям д'Арсі отримав в 1901 р. у іранського шаха концесію на 60-літню монопольну експлуатацію нафтових джерел на 75 % території Ірану. У 1908 р. в районі Перської затоки він відкрив промислові родовища нафти. Англо-Іранська нафтова компанія, в якій основна частка акцій належала уряду Великої Британії, здійснювала видобуток до 1951 р., коли вся нафтова промисловість була націоналізована урядом Мосаддика. Для керівництва галуззю була створена Іранська національна нафтова компанія (ІННА), яка, однак, не змогла налагодити експорт своєї продукції через бойкот, оголошений найбільшими транснаціональними нафтовими компаніями, які панували на світовому ринку і виступили проти політики націоналізації в Ірані.
У 1954 р., після повалення уряду Мосаддика, шах уклав нову угоду з Міжнародним нафтовим консорціумом, в якому брали участь американська (40 % капіталу), британська (40 %), змішана англо-нідерландська (14 %) і французька (6 %) компанії, а ІННА зберігала номінальне право власності на родовища. До ісламської революції 1979 р. консорціум залишався основним виробником іранської нафти (близько 90 % видобутку). Після ісламської революції угода 1973 р. була розірвана новою владою, а всі права, що належали раніше іноземному капіталу, перейшли до ІННА.
Після революції 1979 року NIOC (National Iranian Oil Company — іранська державна нафтогазова компанія, заснована в 1948 році. Третя за розміром нафтогазова компанія у світі після Aramco та Газпрому. Штаб-квартира розташована у Тегерані. 100 % акцій компанії знаходяться у держави) взяв під контроль нафтову промисловість Ірану та скасував міжнародні нафтові угоди Ірану. У 1980 році розвідка, видобуток, продаж і експорт нафти були делеговані Міністерству нафти. Спочатку післяреволюційна нафтова політика Ірану базувалася на вимогах до іноземної валюти та довгостроковому збереженні природних ресурсів. Після ірано-іракської війни ця політика була замінена більш агресивним підходом: максимізація експорту та прискорення економічного зростання. З 1979 по 1998 рік Іран не підписував жодних нафтових угод з іноземними нафтовими компаніями.
На початку першої адміністрації президента Мохаммада Хатамі, який перебував на посаді в 1997–2005 роках, уряд приділяв особливу увагу розвитку нафтогазової промисловості Ірану. Нафта була визначена як пріоритет та незамінна основа економічного розвитку. Між 1997 і 2004 роками Іран інвестував понад 40 мільярдів доларів США в розширення потужностей існуючих нафтових родовищ і відкриття та розвідку нових родовищ. Ці проекти фінансувалися або у формі спільних інвестицій з іноземними компаніями чи вітчизняними підрядниками, або через прямі інвестиції NIOC.
Відповідно до закону, іноземні інвестиції у розвідку нафти були можливі лише у формі угод про зворотний викуп, згідно з якими NIOC зобов’язана була відшкодувати витрати та зберегти повне право власності на нафтове родовище. Маркетингом сирої нафти потенційним покупцям керував NIOC і державне підприємство Nicoo. Nicoo продавав іранську нафту в Африку, а NIOC – в Азію та Європу. Згідно з оцінкою IHS CERA (Cambridge Energy Research Associates), нафтовий дохід Ірану повинен був зрости на третину до 100 мільярдів доларів США в 2011 році, навіть незважаючи на те, що Іран перебуває під тривалим періодом санкцій США.
У липні 2015 року підписання Спільного всеосяжного плану дій (Joint Comprehensive Plan of Action (JCPOA)) Хасаном Рухані та Джавадом Заріфом з Бараком Обамою ознаменувало нову еру розрядки у зовнішніх відносинах. Завдяки цьому Ірану знову дозволили безперешкодно продавати свою нафту на світовій арені. Вихід Дональда Трампа з JCPOA у травні 2018 року став поганим знаком для Ірану, оскільки він вирішив повторно застосувати режим санкцій, який спричинив такі труднощі щодо Хаменеї. Наприклад, нафтовий танкер Grace 1 був захоплений поблизу Гібралтару в липні 2019 року на запит США збройними силами Великобританії. Цей інцидент був одним із кількох, які назвали кризою в Перській затоці 2019 року, але незабаром криза охопила більш віддалені моря, де іранська зброя є безсилою.
У травні 2019 року іранський танкер Happiness 1 зазнав труднощів поблизу Джидди. У серпні танкер Helm зіткнувся з труднощами під час проходження через Червоне море, а в жовтні іранський танкер Sabiti був атакований двома ракетами невідомого походження, знову в Червоному морі. Повністю завантажений Сабіті призначався для «Східного Середземномор’я».
Китай є значним прихильником іранської нафтової промисловості. У 2017 році 64% експорту з Китаю на загальну суму 16,9 мільярдів доларів було позначено як «сира нафта». Оскільки Національна іранська танкерна компанія не може захистити продукт в океанах, вона найчастіше залишає порт під прапором іншої країни, яка здатна захистити власні інтереси. Показовим є випадок з шанхайським оператором нафтових танкерів Kunlun Holdings: на початку червня він перевозив вантаж іранської сирої нафти на судні Pacific Bravo, перш ніж його транспондер зник 5 червня в Малаккській протоці. Коли він знову з'явився 18 липня, корабель був звільнений від вантажу та був перейменований на Latin Venture. США, які попередили порти не розвантажувати вантаж вартістю 120 мільйонів доларів з Pacific Bravo, були незадоволені провалом режиму санкцій. Kunlun Holdings належить банку Kunlun, який належить (SOE) CNPC. Банк «тривалий час був фінансовою установою в центрі двосторонньої торгівлі між Китаєм і Іраном».  Речник міністерства закордонних справ Китаю Ген Шуан «рішуче виступає проти» американських односторонніх санкцій.
Інші корисні копалини
Надра сучасного Ірану багаті на нафту, природний газ, вугілля, відомі також родовища руд заліза, хрому, міді, свинцю, цинку, золота, мангану, сірки, гіпсу, кам'яної солі, бариту, целестину, флюориту, бірюзи, нерудних будівельних матеріалів. Провідна галузь — нафтогазодобувна. Видобувають також природний газ, кам'яне вугілля, залізні, мідні, манганові, поліметалічні руди, золото, барит, бентоніт, каолін, боксити, вогнетривкі глини, магнезит, доломіт, польовий шпат, сіль, кварцит і кремнезем, гіпс, вапняк, виробний камінь, пемзу. У гірничодобувній промисловості зайнято 100 тис. чол. Видобуток хромових, свинцево-цинкових, мідних, залізних і марганцевих руд, а також кам'яного вугілля порівняно незначний. Але на початку XXI ст. сектор видобутку рудної сировини формує близько 6 % ВВП, щорічна експортна вартість виробленої мінеральної продукції складає $605 млн. Іран дає всього 0,05 % мінерального виробництва світу.
Підготовку кадрів гірничо-геологічного профілю в країні здійснюють в Абаданському технологічному інституті та в Тегеранському університеті (1934 р.).